# Nazionale junior di curling femminile dell'Italia
La squadra nazionale italiana junior di curling è composta annualmente da una selezione tra gli atleti di curling di categoria junior (di età inferiore o uguale a ventun anni) che partecipano al Campionato italiano junior della stessa stagione. La squadra viene scelta da un tecnico federale o si decide tramite un challeng di più squadre.
La nazionale è coordinata dalla Federazione Italiana Sport del Ghiaccio (FISG) e partecipa annualmente a tutti gli appuntamenti che la World Curling Federation organizza e a cui l'Italia è qualificata. Gli eventi preposti per la stagione normalmente sono il Challenge europeo junior, che permetteranno alla squadra vincitrice di partecipare al Campionato mondiale junior di curling, e le diverse tappe del World Junior Curling Tour-Europa (WJCT-E), competizione aperta alle singole squadre dei club.
Il miglior risultato ottenuto dalla squadra italiana junior femminile di curling è un terzo posto al Campionato mondiale junior di curling, ottenuto nel 2003. La squadra capitanata dall'olimpionica Diana Gaspari vinse la finale del terzo posto contro la squadra svedese. Oltre alla Gaspari la squadra era composta da Arianna Lorenzi, Rosa Pompanin, Lucrezia Ferrando e Anna Ghiretti

## Squadre e Risultati[1]
NAZIONALE JUNIOR FEMMINILE
| Anno | Evento                      | Posizionamento            | Squadra                                                                                  |
| ---- | --------------------------- | ------------------------- | ---------------------------------------------------------------------------------------- |
| 1985 | Europeo Junior              | 8°                        | Roberta Pighar, Loredana Siorpaes, Emanuela Sarto, Francesca Del Fabbro                  |
| 1986 | Europeo Junior              | 7°                        | Roberta Pighar, Loredana Siorpaes, Emanuela Sarto, Francesca Del Fabbro                  |
| 1989 | Mondiale Junior             | 10°                       | Daniela Zandegiacomo, Carla Zandegiacomo, Giulia Lacedelli, Rossella Carrara             |
| 1990 | Mondiale Junior             | 9°                        | Daniela Zandegiacomo, Carla Zandegiacomo, Giulia Lacedelli, Rossella Carrara             |
| 1991 | Mondiale Junior             | 9°                        | Daniela Zandegiacomo, Carla Zandegiacomo, Giulia Lacedelli, Violetta Caldart             |
| 1999 | Challeng Mondiale Junior    | 4°                        | Erica De Salvador                                                                        |
| 2001 | Mondiale Junior di gruppo B | 3º (13° ranking mondiale) | Diana Gaspari, Arianna Lorenzi, Rosa Pompanin, Chiara Olivieri, Marzia Michielli         |
| 2002 | Mondiale Junior di gruppo B | 2º (12° ranking mondiale) | Diana Gaspari, Arianna Lorenzi, Rosa Pompanin, Lucrezia Ferrando                         |
| 2002 | Mondiale Junior             | 4°                        | Diana Gaspari, Arianna Lorenzi, Rosa Pompanin, Eleonora Alverà, Lucrezia Ferrando        |
| 2003 | Mondiale Junior             | 3°                        | Diana Gaspari, Arianna Lorenzi, Rosa Pompanin, Lucrezia Ferrando, Anna Ghiretti          |
| 2004 | Mondiale Junior             | 9°                        | Diana Gaspari, Arianna Lorenzi, Rosa Pompanin, Anna Ghiretti, Elettra De Col             |
| 2005 | Mondiale Junior             | 8°                        | Diana Gaspari, Arianna Lorenzi, Rosa Pompanin, Anna Ghiretti, Giorgia Apollonio          |
| 2006 | Challenge Europeo Junior    | 3º (13° ranking mondiale) | Giorgia Apollonio, Elettra De Col, Anna Ghiretti, Giorgia Casagrande, Giulia Dal Pont    |
| 2007 | Challenge Europeo Junior    | 1º (11° ranking mondiale) | Giorgia Apollonio, Elettra De Col, Giulia Dal Pont, Giorgia Casagrande, Lucrezia Salvai  |
| 2007 | Mondiale Junior             | 10°                       | Giorgia Apollonio, Elettra De Col, Giulia Dal Pont, Giorgia Casagrande, Lucrezia Salvai  |
| 2008 | Challenge Europeo Junior    | 2º (12° ranking mondiale) | Giorgia Apollonio, Chiara Zanotelli, Federica Apollonio, Giada Mosaner, Isidora Quaglio  |
| 2009 | Challenge Europeo Junior    | 3º (13° ranking mondiale) | Giorgia Apollonio, Chiara Zanotelli, Federica Apollonio, Giada Mosaner, Stefania Menardi |
| 2010 | Challenge Europeo Junior    | 4º (14° ranking mondiale) | Giada Mosaner, Chiara Zanotelli, Manuela Serafini, Maddalena Micheli, Federica Bruera    |
| 2011 | Challenge Europeo Junior    | 3º (13° ranking mondiale) | Laura Gualtiero, Giada Mosaner, Veronica Zappone, Lucrezia Laurenti, Sara Levetti        |
| 2012 | Challenge Europeo Junior    | 1º (11° ranking mondiale) | Federica Apollonio, Giada Mosaner, Chiara Zanotelli, Stefania Menardi, Anastasia Mosca   |
| 2012 | Mondiale Junior             | 9°                        | Federica Apollonio, Giada Mosaner, Chiara Zanotelli, Stefania Menardi, Anastasia Mosca   |
| 2013 | Challenge Europeo Junior    | 4º (14° ranking mondiale) | Veronica Zappone, Sara Levetti, Elisa Patono, Arianna Losano, Denise Pimpini             |
| 2014 | Challenge Europeo Junior    | 1º (11° ranking mondiale) | Veronica Zappone, Elisa Charlotte Patono, Martina Bronsino, Arianna Losano, Angela Romei |
| 2014 | Mondiale Junior             | 9°                        | Veronica Zappone, Elisa Charlotte Patono, Martina Bronsino, Arianna Losano, Angela Romei |
| 2015 | Challenge Europeo Junior    | 4°                        | Elisa Charlotte Patono, Martina Bronsino, Angela Romei, Arianna Losano, Emanuela Cavallo |
| 2016 | Mondiale Junior di gruppo B | 9°                        | Angela Romei, Barbara Gentile, Alice Gaudenzi, Martina Bronsino, Elisa Charlotte Patono  |